# ヴェスパシアーノ・ビニャーミ

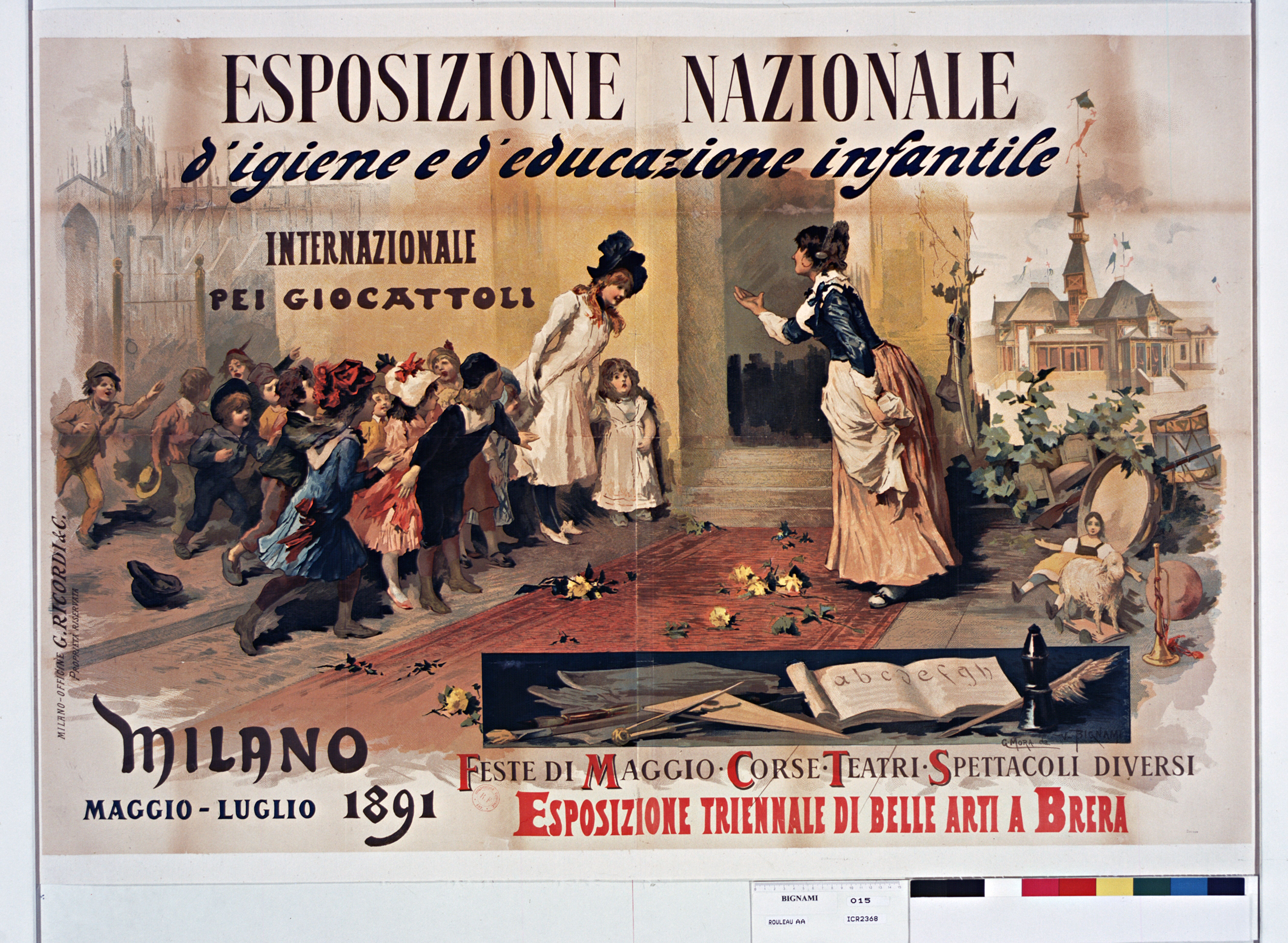
ヴェスパシアーノ・ビニャーミ作の児童福祉に関する博覧会のポスター(1891)

ヴェスパシアーノ・ビニャーミ（Vespasiano Bignami、1841年10月18日 - 1929年2月28日）は、イタリアの画家イラストレーター、作家、詩人である。ミラノで活動し、ブレラ美術アカデミーの教授を務めた。

## 略歴
クレモナで生まれた。父親のジャコモ・ビニャーミ（Giacomo Bignami）はヴァイオリン奏者、指揮法の教授で、家族と1849年にミラノに移った。ヴェスパシアーノ・ビニャーミは1852年からベルガモのアッカデミア・カッラーラでEnrico Carlo Augusto Scuri: 1806-1884）から指導を受けた。1862年に絵画学校から賞を得た後ミラノに移った。
1862年から風刺雑誌「L'Uomo di pietra」や「Spirito Folletto」の漫画家、イラストレーターとしてジュリオ・ゴッラ（Giulio Gorra）やトランクイッロ・クレモナ（1837-1878）、フィリッポ・カルカーノ（1840-1914）らと働き、政府に批判的な活動をした。
1864年にトリノの振興展（Esposizione della Promotrice di Torino）に参加し、1869年のブレラ美術アカデミーに出展し賞（Premio Mylius）を受賞し、批評家に評価された。
1873年に設立された知識人と芸術家が交流する親睦団体「Famiglia Artistica Milanese」の創立会員に作曲家のアミルカレ・ポンキエッリらとともになった。このグループのメンバーはミラノの総合的な芸術運動、「スカピリアトゥーラ（Scapigliatura）」の中心的存在になった。この年最初の妻が亡くなった。（1914年に作家のBice Brunoと再婚した。）
1875年にミラノの方言でユーモラスなスタイルで社会的なテーマの詩集「 Esule, Il ritorno dell'Esule e La portinara」を出版した。
1881年に作品がミラノの近代美術館に購入され、同年、ブレラの展覧会に出展し、風刺画家たちと展覧会を開いた。
1889年からミラノ市議会議員を務めた。1893年から1921年までブレラ美術アカデミーの教授を務めた。ビニャーミに学んだ学生にはジュゼッペ・アミサニ（Giuseppe Amisani）、カルロ・バッツィ（Carlo Bazzi）、チェザーラ・モッティローニ（Cesara Mottironi）、ウンベルト・リローニ（Umberto Lilloni）、アンブロージョ・アルチャティ（Ambrogio Alciati）、ルイジ・マントヴァーニ（Luigi Mantovani）、ジュゼッペ・マッジ（Giuseppe Maggi）、ジョバンニ・バレッラ（Giovanni Barrella）がいる。
1929年にミラノで亡くなった。

## 美術作品

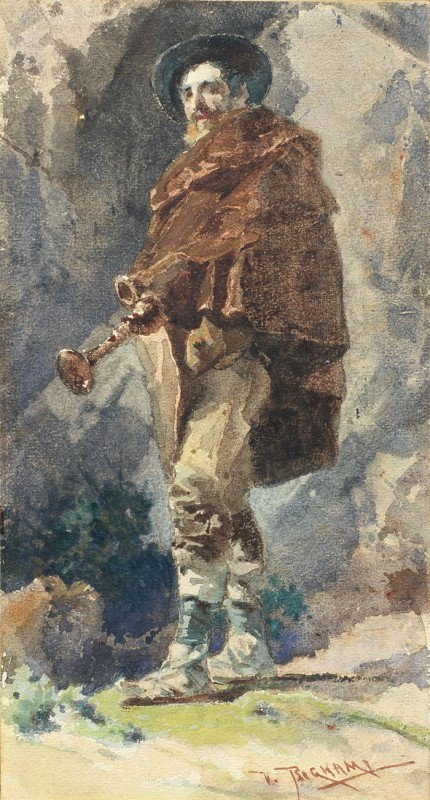
バグパイプ奏者
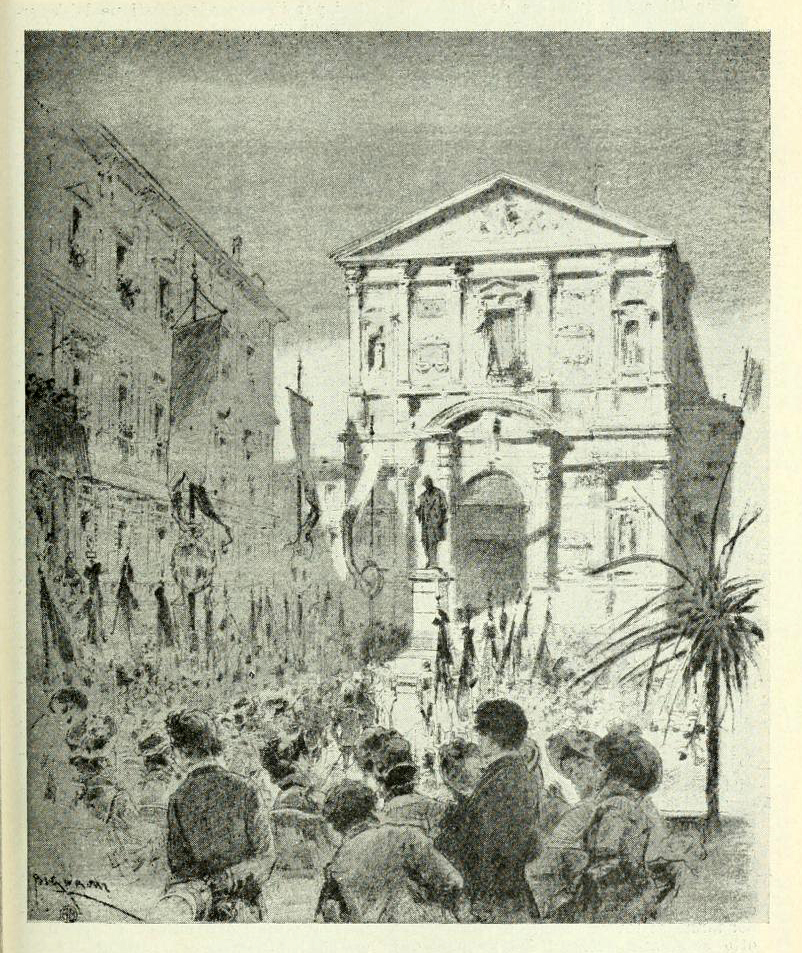
挿絵「ミラノの記念碑落成式」(1883)
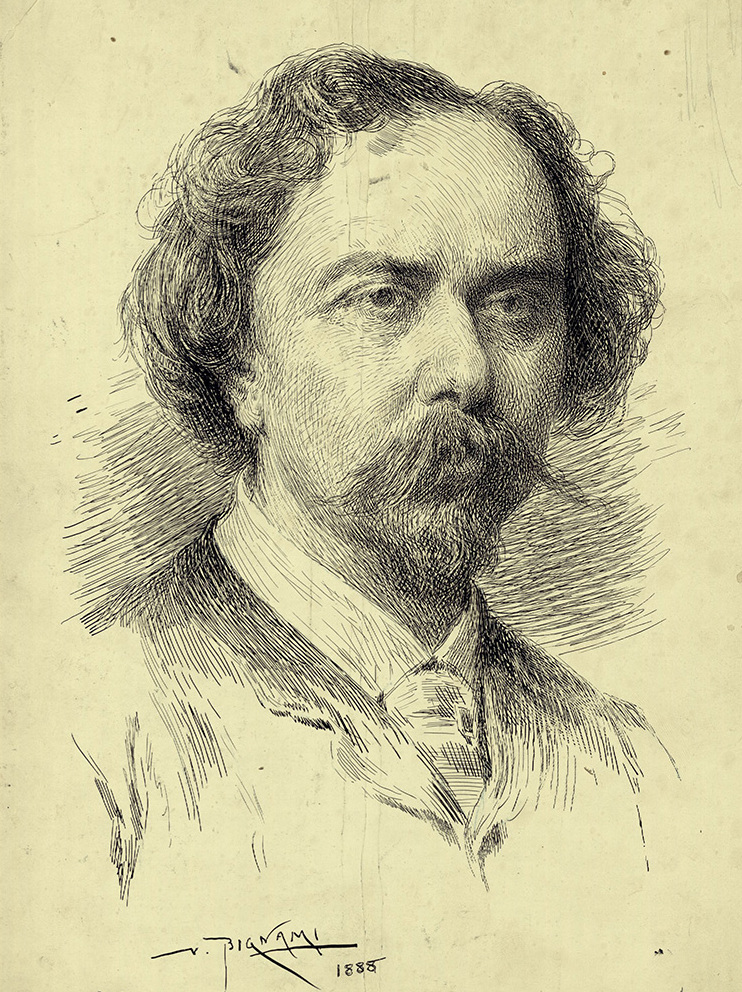
作曲家ジョヴァンニ・ズガンバーティの肖像画(1888)
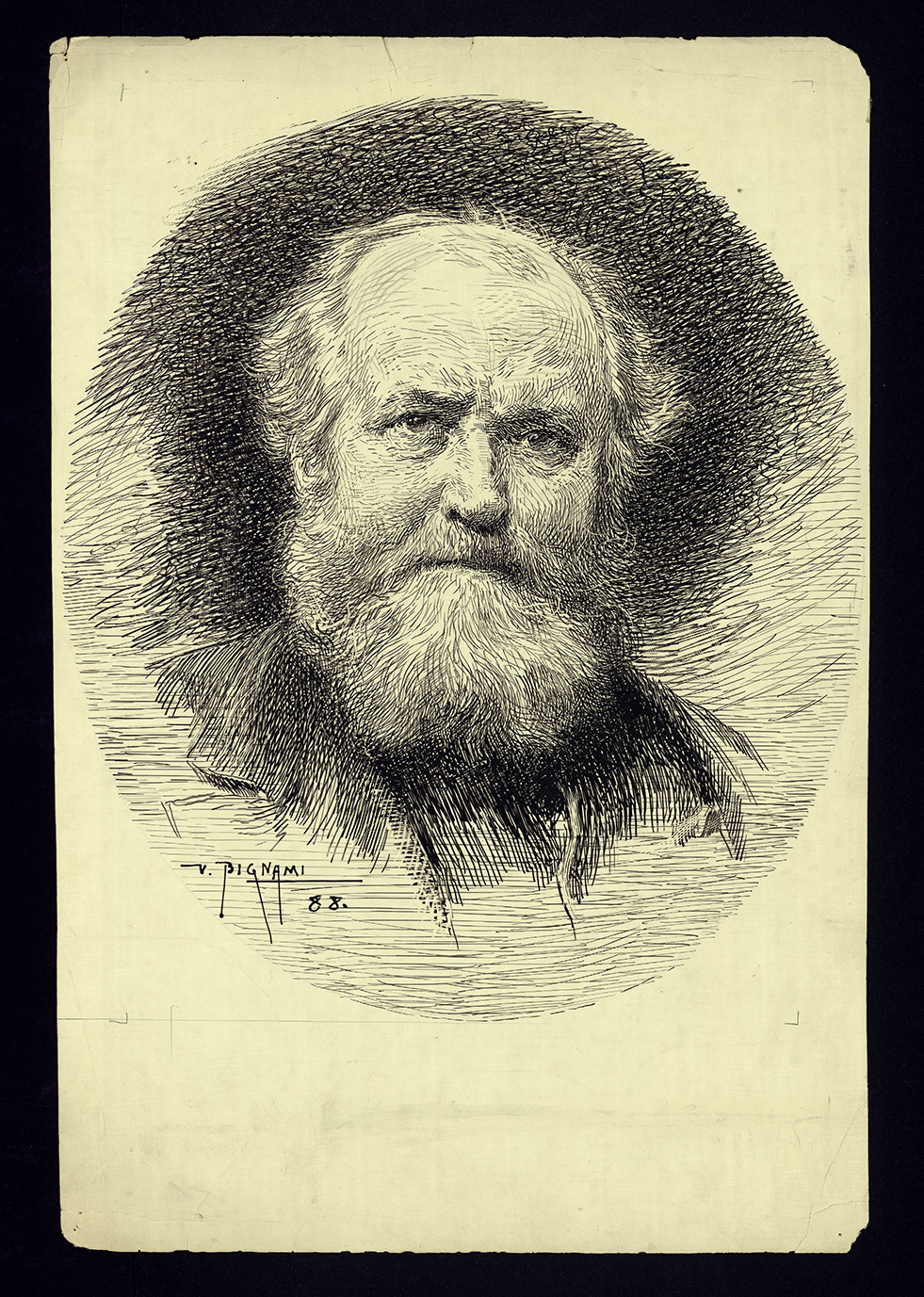
作曲家シャルル・グノーの肖像画(1888)